# Grecja na Zimowych Igrzyskach Olimpijskich Młodzieży 2012
Grecję na Zimowych Igrzyskach Olimpijskich Młodzieży 2012, które odbywały się w Innsbrucku reprezentowało 3 zawodników.

## Skład reprezentacji Grecji

### Biegi narciarskie
Chłopcy
| Zawodnik           | Konkurencja   | Kwalifikacje | Kwalifikacje | Ćwierćfinał   | Ćwierćfinał   | Półfinał      | Półfinał      | Finał         | Finał         |
| Zawodnik           | Konkurencja   | Wynik        | Miejsce      | Wynik         | Miejsce       | Wynik         | Miejsce       | Wynik         | Miejsce       |
| ------------------ | ------------- | ------------ | ------------ | ------------- | ------------- | ------------- | ------------- | ------------- | ------------- |
| Dimitrios Kyriazis | Sprint        | 2:00.22      | 42.          | Nie awansował | Nie awansował | Nie awansował | Nie awansował | Nie awansował | Nie awansował |
| Dimitrios Kyriazis | Bieg na 10 km |              |              |               |               |               |               | 40:40.8       | 48.           |

### Narciarstwo alpejskie
Chłopcy
| Zawodnik                | Konkurencja     | Wyniki  | Wyniki       | Wyniki       | Wyniki       |
| Zawodnik                | Konkurencja     | Runda 1 | Runda 2      | Razem        | Miejsce      |
| ----------------------- | --------------- | ------- | ------------ | ------------ | ------------ |
| Massimiliano Valcareggi | Slalom          | 42.65   | 42.19        | 1:24.84      | 18           |
| Massimiliano Valcareggi | Slalom gigant   | 1:14.65 | Nie ukończył | Nie ukończył | Nie ukończył |
| Massimiliano Valcareggi | Supergigant     |         |              | 1:05.55      | 8.           |
| Massimiliano Valcareggi | Superkombinacja | 1.05.42 | Nie ukończył | Nie ukończył | Nie ukończył |

Dziewczęta
| Zawodnik          | Konkurencja   | Wyniki  | Wyniki  | Wyniki           | Wyniki           |
| Zawodnik          | Konkurencja   | Runda 1 | Runda 2 | Razem            | Miejsce          |
| ----------------- | ------------- | ------- | ------- | ---------------- | ---------------- |
| Anastasia Gkogkou | Slalom        | 50.00   | 46.15   | 1:36.15          | 21.              |
| Anastasia Gkogkou | Slalom gigant | 1:08.07 | 1:09.06 | 2:17.13          | 35.              |
| Anastasia Gkogkou | Supergigant   |         |         | Nie wystartowała | Nie wystartowała |